# Libera me, Domine
Libera me, Domine è una composizione sacra del musicista italiano Giuseppe Verdi.

## Contesto
Poco dopo la morte di Gioachino Rossini nel 1868, Giuseppe Verdi suggeri in una lettera all'editore Ricordi che i dodici più importanti compositori italiani fossero coinvolti nella scrittura di una messa in memoria del musicista scomparso, da eseguire nel primo anniversario della morte di Rossini, il 13 Novembre 1869 presso la Basilica di San Petronio. La composizione della parte riservata a Verdi stesso fu terminata nell'estate del 1869 e consegnata a Ricordi il 21 agosto, ma la rappresentazione venne alla fine annullata per problemi emersi.
Il manoscritto viene poi lasciato cadere in oblio.

## Composizione
Il pezzo sacro si compone di quattro parti:
1. Libera me
2. Dies irae
3. Requiem aeternam
4. Libera me

L’autografo, sinora inedito, si compone di quaranta carte pentagrammate a trenta righi musicali, non numerate, e raggruppate in quattro fascicoli.
Da questa composizione Verdi sviluppò il suo “Requiem”, eseguito il 22 maggio 1874 nel primo anniversario della morte di Alessandro Manzoni. Vi si riscontrano infatti molte caratteristiche che poi il compositore amplierà e modificherà, alla luce anche della sua sempre più matura e raffinata capacità compositiva.